# Jabłonka (stacja kolejowa w obwodzie lwowskim)
Jabłonka (ukr. Яблонка) – stacja kolejowa w miejscowości Jabłonka Niżna, w rejonie samborskim, w obwodzie lwowskim, na Ukrainie. Położona jest na linii Sambor – Czop.

## Historia
Stacja została otwarta w 1905, gdy tereny te należały do Austro-Węgier. W okresie międzywojennym stacja nosiła nazwę Jabłonka Niżna.